# Kim Dam-Johansen
Kim Dam-Johansen (født 1. september 1958) er en dansk professor ved og institutdirektør for DTU Kemiteknik ved Danmarks Tekniske Universitet. Han forsker i energi og effektiv anvendelse af biomasse og fossile brændsler. Kim Dam-Johansen er verdens mest citerede forsker inden for emnet forbrænding og den femte mest citerede forsker inden for energi og brændsler (i perioden 1998-2008).
Han er uddannet civilingeniør i kemi 1983 og blev lic. techn. i 1987. I 1990'erne var han direktør for forskning og udvikling hos Hempel, hvor han fortsat sidder i bestyrelsen og i hvis fond, Hempel Foundation, han også sidder i bestyrelsen.
I 2000 kom han til sin nuværende stilling på DTU. Han er medlem af Akademiet for de Tekniske Videnskaber og blev 2011 udnævnt til æresdoktor ved Åbo Akademi og senere samme år til Einstein Professor ved Chinese Academy of Sciences. Dam-Johansen er desuden medlem af forskningsudvalget for den tyske kraftværkssammenslutning (VGB), medlem af Ankenævnet for Patenter og Varemærker og aktiv i en række nationale og internationale råd og nævn.